# Grave (Brevörde)
Grave ist der östliche der beiden Ortsteile der Gemeinde Brevörde im niedersächsischen Landkreis Holzminden.

## Geographische Lage
Grave liegt innerhalb des Weserberglandes im Oberen Wesertal, etwa 8,5 km südsüdwestlich von Bodenwerder, 9,5 km nördlich von Holzminden und 2 km (jeweils Luftlinie) östlich des Brevörder Kernorts. Es befindet sich am orografisch linksseitigen und westlichen Ufer der Weser, die eine u-förmige Flussschleife (Talmäander) um das auf etwa 77 bis 88 m ü. NHN gelegene Dorf macht. Nach Nordwesten leitet die Umlauferhebung der Flussschleife zum, von Grave aus betrachtet, steil ansteigenden Kleff (ca. 281 m) über, einer südlichen Randerhebung der Ottensteiner Hochfläche; bei den benachbarten Ortschaften Brevörde, Polle und Heinsen bildet die Weser stromaufwärts eine weitere Flussschleife. Jenseits und damit östlich des Flusses, wo die zu Bevern gehörenden Dörfer Dölme etwa im Norden und Reileifzen im Südsüdosten liegen, breitet sich der Naturpark Solling-Vogler mit dem zu den Golmbacher Bergen gehörenden Kollberg (208 m) und Felsklippen im unteren Teil seiner steilen Westflanke aus. Etwas nördlich von Grave entspringt der rund 750 m lange Lakebach, der das Dorf nordöstlich passiert und nach grabenartigem Verlauf etwa 200 m nordöstlich der Dorfkirche in die Weser mündet.

## Geschichte

### Allgemein
In der Zeit des Königreichs Westphalen (1807–1813) gehörte Grave zum Kanton Bodenwerder. Seit 1. April 1922 gehörte es zum Landkreis Hameln-Pyrmont. Im Rahmen der Gebietsreform in Niedersachsen wurde das Dorf zum 1. Januar 1973 ein Gemeindeteil von Brevörde und zählt seitdem zum Landkreis Holzminden. Im Rahmen von Brevörde gehörte es von 1973 bis 2009 zur Samtgemeinde Polle, und seit 2010 ist es Teil der Samtgemeinde Bodenwerder-Polle.

### Kloster und Dorfkirche
Früher war Grave dem um 960 im nahen Kemnade (heutiger Ortsteil von Bodenwerder) gegründeten Kloster Kemnade unterstellt. Die Kirche Grave, die zu den Evangelisch-lutherischen Landeskirchen Hannovers zählt, wurde im Jahr 1614 erbaut. 2006 erhielt sie einen neuzeitlichen Altar. Die Kirche gehört innerhalb des Kirchenkreises Holzminden-Bodenwerder zum Pfarramt Hehlen-Hohe.

### Einwohnerentwicklung
In Grave lebten/leben:
- 1961: 396[3]
- 1970: 372[3]
- aktuell: 289[1]

## Einrichtungen und Vereine
Zu den Einrichtungen und Vereinen in Grave gehören:
- Freiwillige Feuerwehr Grave
- Kultur- und Fährverein Grave e. V. (Betreiber der Weserfähre Grave)
- Campingplatz Grave

## Söhne und Töchter
- Armin Reese (1939–2015), Historiker und Pädagoge
- Ernst-August Wolf (1942–2022), Politiker

## Verkehr

### Straßen
Die Kreisstraße 36, die wenige Hundert Meter nordwestlich von Grave von der Bundesstraße 83 (Pegestorf–Brevörde) abzweigt, führt als Stichstraße nach und durch das Dorf, um direkt anschließend am Westufer der Weser zu enden. Von dort aus verkehrt die Weserfähre Grave, mit der Wanderer und Fahrradfahrer zur jenseits des Flusses verlaufenden K 35 (Dölme–Reileifzen) mit dortigem Weser-Radweg und Anschluss an den nahen Europaradweg R1 übersetzten können; an der K 35 steht in nahe der Fähre die Kollbergsbaude. Am Nordwestrand von Grave steht neben dem Abzweig des nach Brevörde führenden Verbindungsweges von der K 36 seit 2004 eine kleine Blockhütte, die Radfahrern und Wanderern als Schutzhütte dient. Von der B 83 zweigt westlich von Grave am Ortseingang von Brevörde die Landesstraße 428 ab, die serpentinenreich über den Kleff nach Nordwesten zum auf der Ottensteiner Hochfläche liegenden Ottenstein führt.

### Weserfähre Grave
Von 1926 bis 1946 gab es bei Grave eine als Niedriggierseilfähre betriebene Weserfähre. Danach war es eine Hochseilprahmfähre, deren Betrieb 1977 eingestellt wurde, weil kein Fährmann mehr gefunden wurde.
Seit 4. Juni 2005 gibt es dort die vom Kultur- und Fährverein Grave e. V. betriebene Fähre Gravena, die maximal 28 Fußgänger (auch mit Kinder- oder Bollerwagen) pro Fahrt und Radfahrer über die Weser befördert. Strom bekommt die Batterie des Elektromotors aus einer auf dem Fährhaus installierten Solarmodul-Anlage.